# Список астероїдів (16701—16800)
| Назва                             | Тимчасове позначення | Дата відкриття    | Місце відкриття                              | Відкривач                        |
| --------------------------------- | -------------------- | ----------------- | -------------------------------------------- | -------------------------------- |
| (16701) 1995 DH4                  | 1995 DH4             | 21 лютого 1995    | Обсерваторія Кітт-Пік                        | Spacewatch                       |
| (16702) 1995 DZ8                  | 1995 DZ8             | 24 лютого 1995    | Обсерваторія Кітт-Пік                        | Spacewatch                       |
| (16703) 1995 ER7                  | 1995 ER7             | 2 березня 1995    | Обсерваторія Кітт-Пік                        | Spacewatch                       |
| (16704) 1995 ED8                  | 1995 ED8             | 7 березня 1995    | Нюкаса                                       | Масанорі Хірасава, Шохеї Судзукі |
| 16705 Рейнгардт (Reinhardt)       | 1995 EO8             | 4 березня 1995    | Обсерваторія Карла Шварцшильда               | Ф. Бернґен                       |
| 16706 Свойсік (Svojsik)           | 1995 OE1             | 30 липня 1995     | Обсерваторія Ондржейов                       | Петр Правец                      |
| (16707) 1995 QP10                 | 1995 QP10            | 19 серпня 1995    | Обсерваторія Ла-Сілья                        | Клаес-Інґвар Лаґерквіст          |
| (16708) 1995 SP1                  | 1995 SP1             | 21 вересня 1995   | Огляд Каталіна                               | Тімоті Спар                      |
| (16709) 1995 SH5                  | 1995 SH5             | 29 вересня 1995   | Обсерваторія Клеть                           | Яна Тіха                         |
| (16710) 1995 SL20                 | 1995 SL20            | 18 вересня 1995   | Обсерваторія Кітт-Пік                        | Spacewatch                       |
| 16711 Ka-Dar                      | 1995 SM29            | 26 вересня 1995   | Станція Зеленчуцька обсерваторії Енгельгарта | Т. Крячко                        |
| (16712) 1995 SW29                 | 1995 SW29            | 30 вересня 1995   | Огляд Каталіна                               | Карл Гердженротер                |
| (16713) 1995 SV52                 | 1995 SV52            | 20 вересня 1995   | Обсерваторія Кітамі                          | Кін Ендате, Кадзуро Ватанабе     |
| 16714 Арндт (Arndt)               | 1995 SM54            | 21 вересня 1995   | Обсерваторія Карла Шварцшильда               | Ф. Бернґен                       |
| 16715 Треттенеро (Trettenero)     | 1995 UN5             | 20 жовтня 1995    | Обсерваторія Сан-Вітторе                     | Обсерваторія Сан-Вітторе         |
| (16716) 1995 UX6                  | 1995 UX6             | 21 жовтня 1995    | Обсерваторія Тітібу                          | Наото Сато, Такеші Урата         |
| (16717) 1995 UJ8                  | 1995 UJ8             | 27 жовтня 1995    | Обсерваторія Оїдзумі                         | Такао Кобаяші                    |
| 16718 Morikawa                    | 1995 UA9             | 30 жовтня 1995    | Обсерваторія Кітамі                          | Кін Ендате, Кадзуро Ватанабе     |
| 16719 Mizokami                    | 1995 UF45            | 28 жовтня 1995    | Обсерваторія Кітамі                          | Кін Ендате, Кадзуро Ватанабе     |
| (16720) 1995 WT                   | 1995 WT              | 17 листопада 1995 | Обсерваторія Оїдзумі                         | Такао Кобаяші                    |
| (16721) 1995 WF3                  | 1995 WF3             | 16 листопада 1995 | Обсерваторія Кушіро                          | Сейджі Уеда, Хіроші Канеда       |
| (16722) 1995 WG7                  | 1995 WG7             | 24 листопада 1995 | Обсерваторія Наті-Кацуура                    | Йошісада Шімідзу, Такеші Урата   |
| 16723 Fumiofuke                   | 1995 WX8             | 27 листопада 1995 | Обсерваторія Тітібу                          | Наото Сато, Такеші Урата         |
| (16724) 1995 YV3                  | 1995 YV3             | 28 грудня 1995    | Обсерваторія Кітт-Пік                        | Spacewatch                       |
| 16725 Toudono                     | 1996 CE3             | 15 лютого 1996    | Обсерваторія Наніо                           | Томімару Окуні                   |
| (16726) 1996 DC                   | 1996 DC              | 18 лютого 1996    | Обсерваторія Оїдзумі                         | Такао Кобаяші                    |
| (16727) 1996 EK2                  | 1996 EK2             | 15 березня 1996   | Обсерваторія Галеакала                       | NEAT                             |
| (16728) 1996 GB18                 | 1996 GB18            | 15 квітня 1996    | Обсерваторія Ла-Сілья                        | Ерік Вальтер Ельст               |
| (16729) 1996 GA19                 | 1996 GA19            | 15 квітня 1996    | Обсерваторія Ла-Сілья                        | Ерік Вальтер Ельст               |
| 16730 Нідзіссейкі (Nijisseiki)    | 1996 HJ1             | 17 квітня 1996    | Обсерваторія Садзі                           | Обсерваторія Садзі               |
| 16731 Міцумата (Mitsumata)        | 1996 HK1             | 17 квітня 1996    | Обсерваторія Садзі                           | Обсерваторія Садзі               |
| (16732) 1996 HZ16                 | 1996 HZ16            | 18 квітня 1996    | Обсерваторія Ла-Сілья                        | Ерік Вальтер Ельст               |
| (16733) 1996 HM22                 | 1996 HM22            | 22 квітня 1996    | Обсерваторія Галеакала                       | NEAT                             |
| (16734) 1996 HZ22                 | 1996 HZ22            | 20 квітня 1996    | Обсерваторія Ла-Сілья                        | Ерік Вальтер Ельст               |
| (16735) 1996 JJ                   | 1996 JJ              | 8 травня 1996     | Обсерваторія Кушіро                          | Сейджі Уеда, Хіроші Канеда       |
| 16736 Tongariyama                 | 1996 JW2             | 13 травня 1996    | Обсерваторія Наніо                           | Томімару Окуні                   |
| (16737) 1996 KN1                  | 1996 KN1             | 24 травня 1996    | Вішнянська обсерваторія                      | Вішнянська обсерваторія          |
| (16738) 1996 KQ1                  | 1996 KQ1             | 19 травня 1996    | Станція Сінлун                               | SCAP                             |
| (16739) 1996 KX2                  | 1996 KX2             | 24 травня 1996    | Станція Сінлун                               | SCAP                             |
| (16740) 1996 KT8                  | 1996 KT8             | 22 травня 1996    | Обсерваторія Ла-Сілья                        | Ерік Вальтер Ельст               |
| (16741) 1996 NZ3                  | 1996 NZ3             | 14 липня 1996     | Обсерваторія Ла-Сілья                        | Ерік Вальтер Ельст               |
| (16742) 1996 ON                   | 1996 ON              | 21 липня 1996     | Обсерваторія Клеть                           | Обсерваторія Клеть               |
| (16743) 1996 OQ                   | 1996 OQ              | 21 липня 1996     | Обсерваторія Галеакала                       | NEAT                             |
| 16744 Антоніолеоне (Antonioleone) | 1996 OJ2             | 23 липня 1996     | Обсерваторія Пістоїєзе                       | Лучано Тезі                      |
| 16745 Заппа (Zappa)               | 1996 PF5             | 9 серпня 1996     | Обсерваторія Сан-Вітторе                     | Обсерваторія Сан-Вітторе         |
| (16746) 1996 PW6                  | 1996 PW6             | 8 серпня 1996     | Обсерваторія Наті-Кацуура                    | Х. Шіодзава, Такеші Урата        |
| (16747) 1996 PS8                  | 1996 PS8             | 8 серпня 1996     | Обсерваторія Ла-Сілья                        | Ерік Вальтер Ельст               |
| (16748) 1996 PD9                  | 1996 PD9             | 8 серпня 1996     | Обсерваторія Ла-Сілья                        | Ерік Вальтер Ельст               |
| (16749) 1996 QE                   | 1996 QE              | 16 серпня 1996    | Сормано                                      | Пієро Сіколі, В. Джуліані        |
| 16750 Марісандоз (Marisandoz)     | 1996 QL              | 18 серпня 1996    | Обсерваторія Лайм-Крік                       | Роберт Ліндергольм               |
| (16751) 1996 QG1                  | 1996 QG1             | 18 серпня 1996    | Обсерваторія Наті-Кацуура                    | Йошісада Шімідзу, Такеші Урата   |
| (16752) 1996 QP1                  | 1996 QP1             | 22 серпня 1996    | Обсерваторія Наті-Кацуура                    | Йошісада Шімідзу, Такеші Урата   |
| (16753) 1996 QS1                  | 1996 QS1             | 21 серпня 1996    | Чорч Стреттон                                | Стівен Лорі                      |
| (16754) 1996 RW                   | 1996 RW              | 10 вересня 1996   | Обсерваторія Галеакала                       | NEAT                             |
| 16755 Келі (Cayley)               | 1996 RE1             | 9 вересня 1996    | Прескоттська обсерваторія                    | Пол Комба                        |
| (16756) 1996 RQ11                 | 1996 RQ11            | 8 вересня 1996    | Обсерваторія Кітт-Пік                        | Spacewatch                       |
| 16757 Лосяхун (Luoxiahong)        | 1996 SC6             | 18 вересня 1996   | Станція Сінлун                               | SCAP                             |
| (16758) 1996 TR1                  | 1996 TR1             | 3 жовтня 1996     | Станція Сінлун                               | SCAP                             |
| 16759 Фуруяма (Furuyama)          | 1996 TJ7             | 10 жовтня 1996    | Обсерваторія Кума Коґен                      | Акімаса Накамура                 |
| 16760 Масанорі (Masanori)         | 1996 TY7             | 11 жовтня 1996    | Яцука                                        | Хіросі Абе                       |
| 16761 Герц (Hertz)                | 1996 TE8             | 3 жовтня 1996     | П'яноро                                      | Вітторіо Ґоретті                 |
| (16762) 1996 TK10                 | 1996 TK10            | 9 жовтня 1996     | Обсерваторія Кушіро                          | Сейджі Уеда, Хіроші Канеда       |
| (16763) 1996 TG12                 | 1996 TG12            | 3 жовтня 1996     | Станція Сінлун                               | SCAP                             |
| (16764) 1996 TV14                 | 1996 TV14            | 9 жовтня 1996     | Обсерваторія Наніо                           | Томімару Окуні                   |
| 16765 Аньєзі (Agnesi)             | 1996 UA              | 16 жовтня 1996    | Прескоттська обсерваторія                    | Пол Комба                        |
| 16766 Ріґі (Righi)                | 1996 UP              | 18 жовтня 1996    | П'яноро                                      | Вітторіо Ґоретті                 |
| (16767) 1996 US                   | 1996 US              | 16 жовтня 1996    | Обсерваторія Наті-Кацуура                    | Йошісада Шімідзу, Такеші Урата   |
| (16768) 1996 UA1                  | 1996 UA1             | 20 жовтня 1996    | Обсерваторія Оїдзумі                         | Такао Кобаяші                    |
| (16769) 1996 UN1                  | 1996 UN1             | 29 жовтня 1996    | Астрономічна обсерваорія Аокі                | Масакацу Аокі                    |
| (16770) 1996 UD3                  | 1996 UD3             | 30 жовтня 1996    | Коллеверде ді Ґвідонія                       | Вінченцо Касуллі                 |
| (16771) 1996 UQ3                  | 1996 UQ3             | 19 жовтня 1996    | Чорч Стреттон                                | Стівен Лорі                      |
| (16772) 1996 UC4                  | 1996 UC4             | 29 жовтня 1996    | Станція Сінлун                               | SCAP                             |
| (16773) 1996 VO1                  | 1996 VO1             | 6 листопада 1996  | Обсерваторія Наті-Кацуура                    | Йошісада Шімідзу, Такеші Урата   |
| (16774) 1996 VP1                  | 1996 VP1             | 6 листопада 1996  | Обсерваторія Наті-Кацуура                    | Йошісада Шімідзу, Такеші Урата   |
| (16775) 1996 VB6                  | 1996 VB6             | 15 листопада 1996 | Обсерваторія Оїдзумі                         | Такао Кобаяші                    |
| (16776) 1996 VA8                  | 1996 VA8             | 3 листопада 1996  | Обсерваторія Кушіро                          | Сейджі Уеда, Хіроші Канеда       |
| (16777) 1996 VD29                 | 1996 VD29            | 13 листопада 1996 | Обсерваторія Кітт-Пік                        | Spacewatch                       |
| (16778) 1996 WU1                  | 1996 WU1             | 30 листопада 1996 | Обсерваторія Оїдзумі                         | Такао Кобаяші                    |
| (16779) 1996 WH2                  | 1996 WH2             | 30 листопада 1996 | Обсерваторія Садбері                         | Денніс ді Сікко                  |
| (16780) 1996 XT1                  | 1996 XT1             | 2 грудня 1996     | Обсерваторія Оїдзумі                         | Такао Кобаяші                    |
| 16781 Ренчин (Rencin)             | 1996 XU18            | 12 грудня 1996    | Обсерваторія Клеть                           | Мілош Тіхі, Зденек Моравец       |
| (16782) 1996 XC19                 | 1996 XC19            | 8 грудня 1996     | Обсерваторія Оїдзумі                         | Такао Кобаяші                    |
| 16783 Бичков (Bychkov)            | 1996 XY25            | 14 грудня 1996    | Обсерваторія Ґудрайк-Піґотт                  | Рой Такер                        |
| (16784) 1996 YD2                  | 1996 YD2             | 22 грудня 1996    | Станція Сінлун                               | SCAP                             |
| (16785) 1997 AL1                  | 1997 AL1             | 2 січня 1997      | Обсерваторія Оїдзумі                         | Такао Кобаяші                    |
| (16786) 1997 AT1                  | 1997 AT1             | 2 січня 1997      | Обсерваторія Наті-Кацуура                    | Йошісада Шімідзу, Такеші Урата   |
| (16787) 1997 AZ1                  | 1997 AZ1             | 3 січня 1997      | Обсерваторія Оїдзумі                         | Такао Кобаяші                    |
| (16788) 1997 AR2                  | 1997 AR2             | 3 січня 1997      | Обсерваторія Оїдзумі                         | Такао Кобаяші                    |
| (16789) 1997 AU3                  | 1997 AU3             | 3 січня 1997      | Обсерваторія Ніхондайра                      | Такеші Урата                     |
| 16790 Yuuzou                      | 1997 AZ4             | 2 січня 1997      | Обсерваторія Тітібу                          | Наото Сато                       |
| (16791) 1997 AR5                  | 1997 AR5             | 7 січня 1997      | Обсерваторія Оїдзумі                         | Такао Кобаяші                    |
| (16792) 1997 AK13                 | 1997 AK13            | 11 січня 1997     | Обсерваторія Оїдзумі                         | Такао Кобаяші                    |
| (16793) 1997 AA18                 | 1997 AA18            | 15 січня 1997     | Обсерваторія Оїдзумі                         | Такао Кобаяші                    |
| 16794 Кукуллія (Cucullia)         | 1997 CQ1             | 2 лютого 1997     | Обсерваторія Клеть                           | Яна Тіха, Мілош Тіхі             |
| (16795) 1997 CA3                  | 1997 CA3             | 3 лютого 1997     | Обсерваторія Оїдзумі                         | Такао Кобаяші                    |
| 16796 Shinji                      | 1997 CY16            | 6 лютого 1997     | Обсерваторія Тітібу                          | Наото Сато                       |
| 16797 Вілкерсон (Wilkerson)       | 1997 CA17            | 7 лютого 1997     | Обсерваторія Пістоїєзе                       | Андреа Боаттіні, Лучано Тезі     |
| (16798) 1997 EL50                 | 1997 EL50            | 5 березня 1997    | Обсерваторія Ла-Сілья                        | Ерік Вальтер Ельст               |
| (16799) 1997 JU7                  | 1997 JU7             | 3 травня 1997     | Станція Сінлун                               | SCAP                             |
| (16800) 1997 JQ16                 | 1997 JQ16            | 3 травня 1997     | Обсерваторія Ла-Сілья                        | Ерік Вальтер Ельст               |

| ← Астероїди 10001—20000 → |             |             |             |             |             |             |             |             |             |
| 10001—10100               | 11001—11100 | 12001—12100 | 13001—13100 | 14001—14100 | 15001—15100 | 16001—16100 | 17001—17100 | 18001—18100 | 19001—19100 |
| 10101—10200               | 11101—11200 | 12101—12200 | 13101—13200 | 14101—14200 | 15101—15200 | 16101—16200 | 17101—17200 | 18101—18200 | 19101—19200 |
| 10201—10300               | 11201—11300 | 12201—12300 | 13201—13300 | 14201—14300 | 15201—15300 | 16201—16300 | 17201—17300 | 18201—18300 | 19201—19300 |
| 10301—10400               | 11301—11400 | 12301—12400 | 13301—13400 | 14301—14400 | 15301—15400 | 16301—16400 | 17301—17400 | 18301—18400 | 19301—19400 |
| 10401—10500               | 11401—11500 | 12401—12500 | 13401—13500 | 14401—14500 | 15401—15500 | 16401—16500 | 17401—17500 | 18401—18500 | 19401—19500 |
| 10501—10600               | 11501—11600 | 12501—12600 | 13501—13600 | 14501—14600 | 15501—15600 | 16501—16600 | 17501—17600 | 18501—18600 | 19501—19600 |
| 10601—10700               | 11601—11700 | 12601—12700 | 13601—13700 | 14601—14700 | 15601—15700 | 16601—16700 | 17601—17700 | 18601—18700 | 19601—19700 |
| 10701—10800               | 11701—11800 | 12701—12800 | 13701—13800 | 14701—14800 | 15701—15800 | 16701—16800 | 17701—17800 | 18701—18800 | 19701—19800 |
| 10801—10900               | 11801—11900 | 12801—12900 | 13801—13900 | 14801—14900 | 15801—15900 | 16801—16900 | 17801—17900 | 18801—18900 | 19801—19900 |
| 10901—11000               | 11901—12000 | 12901—13000 | 13901—14000 | 14901—15000 | 15901—16000 | 16901—17000 | 17901—18000 | 18901—19000 | 19901—20000 |